# Parc éolien de l'Escrebieux
Le parc éolien de l'Escrebieux est un parc éolien terrestre construit de 2020 à 2021 et sis sur les finages des communes d'Esquerchin, Flers-en-Escrebieux et Courcelles-lès-Lens, à cheval sur le département du Nord et celui du Pas-de-Calais, en France. Il compte quatre éoliennes et est situé à l'ouest du parc éolien de la Plaine d'Escrebieux.

## Description
Il est à l'origine prévu d'étendre le parc éolien de la Plaine d'Escrebieux, mais c'est finalement un nouveau parc éolien, qui porte le nom de l'Escrebieux, une rivière locale, qui est créé à l'ouest de celui-ci. Il comporte quatre éoliennes : deux sur le finage d'Esquerchin (E4 et E5), une sur celui de Flers-en-Escrebieux (E1) et enfin une dernière sur celui de Courcelles-lès-Lens (E2), cette dernière étant située dans le département du Pas-de-Calais, tandis que les autres sont dans le Nord. Une éolienne E3 avait été un temps envisagée sur le finage de Noyelles-Godault mais ça aurait nécessité de remettre à jour le plan local d'urbanisme, ce qui était long et coûteux.
Les travaux commencent le 5 octobre 2020, les chemins sont renforcés, les câbles électriques sont enfouis et les fondations sont coulées jusqu'à une pause hivernale survenant fin décembre. 

Les fondations des éoliennes au 28 février 2021
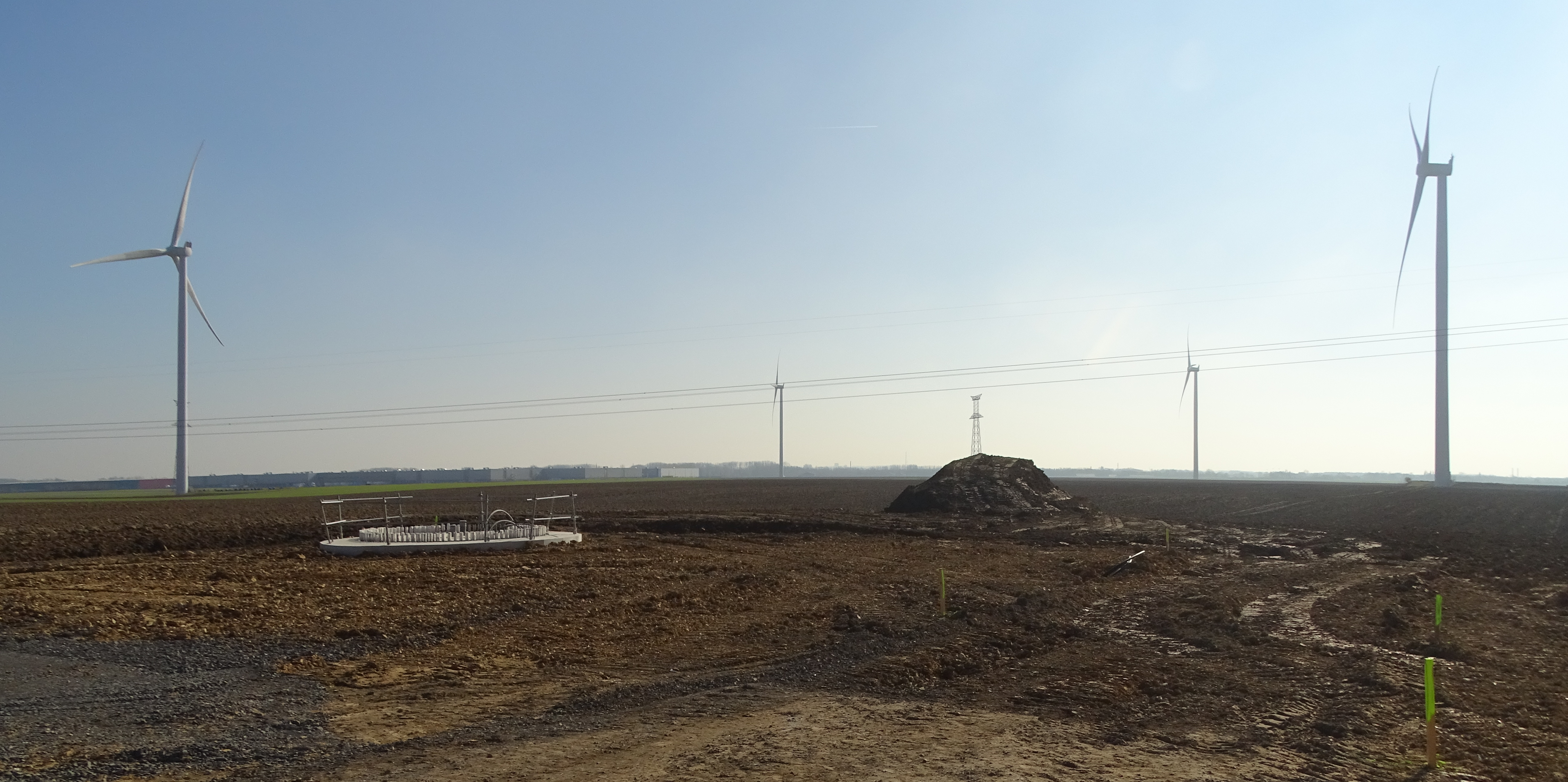
Éolienne E1.
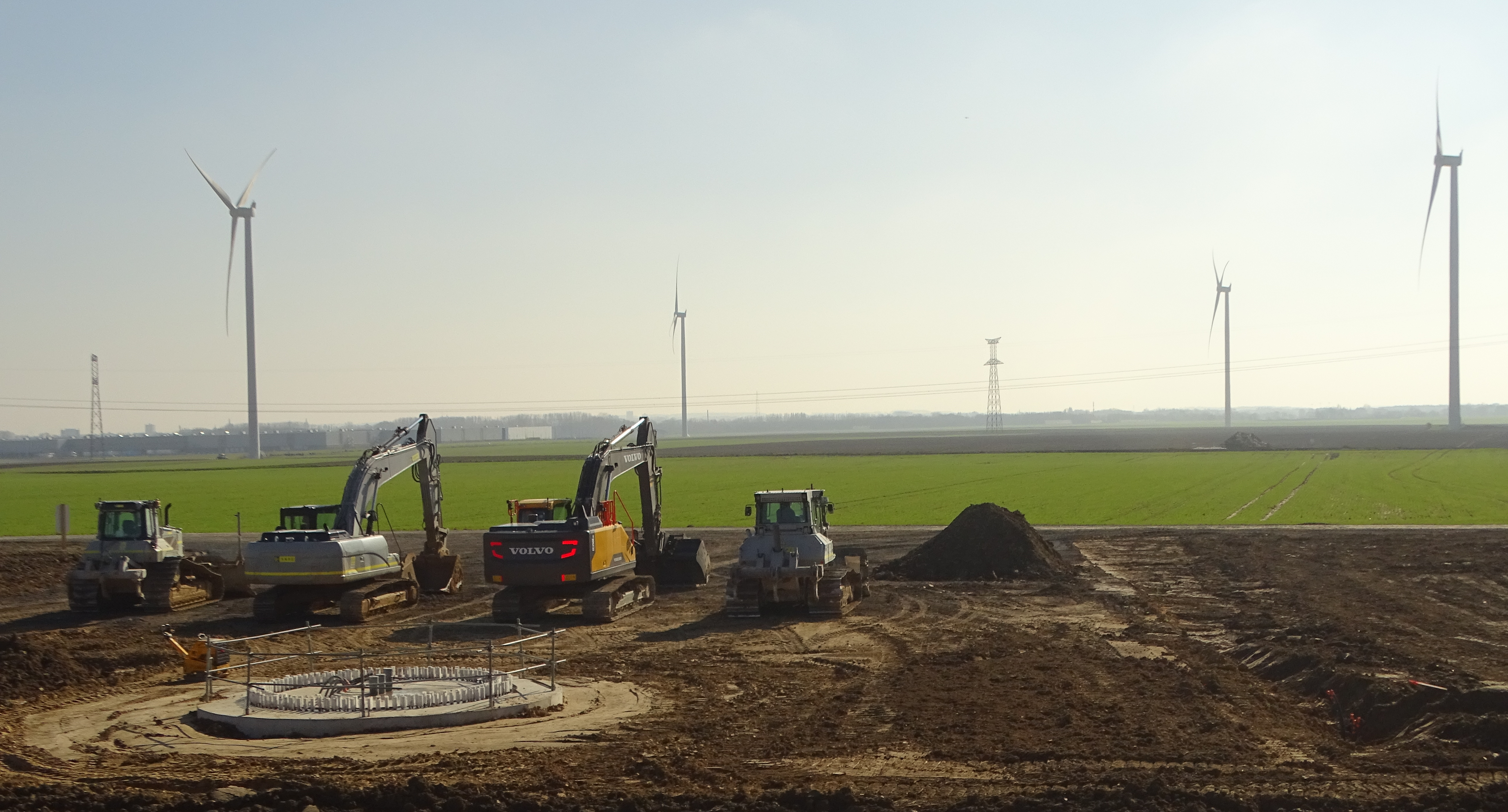
Éolienne E2.
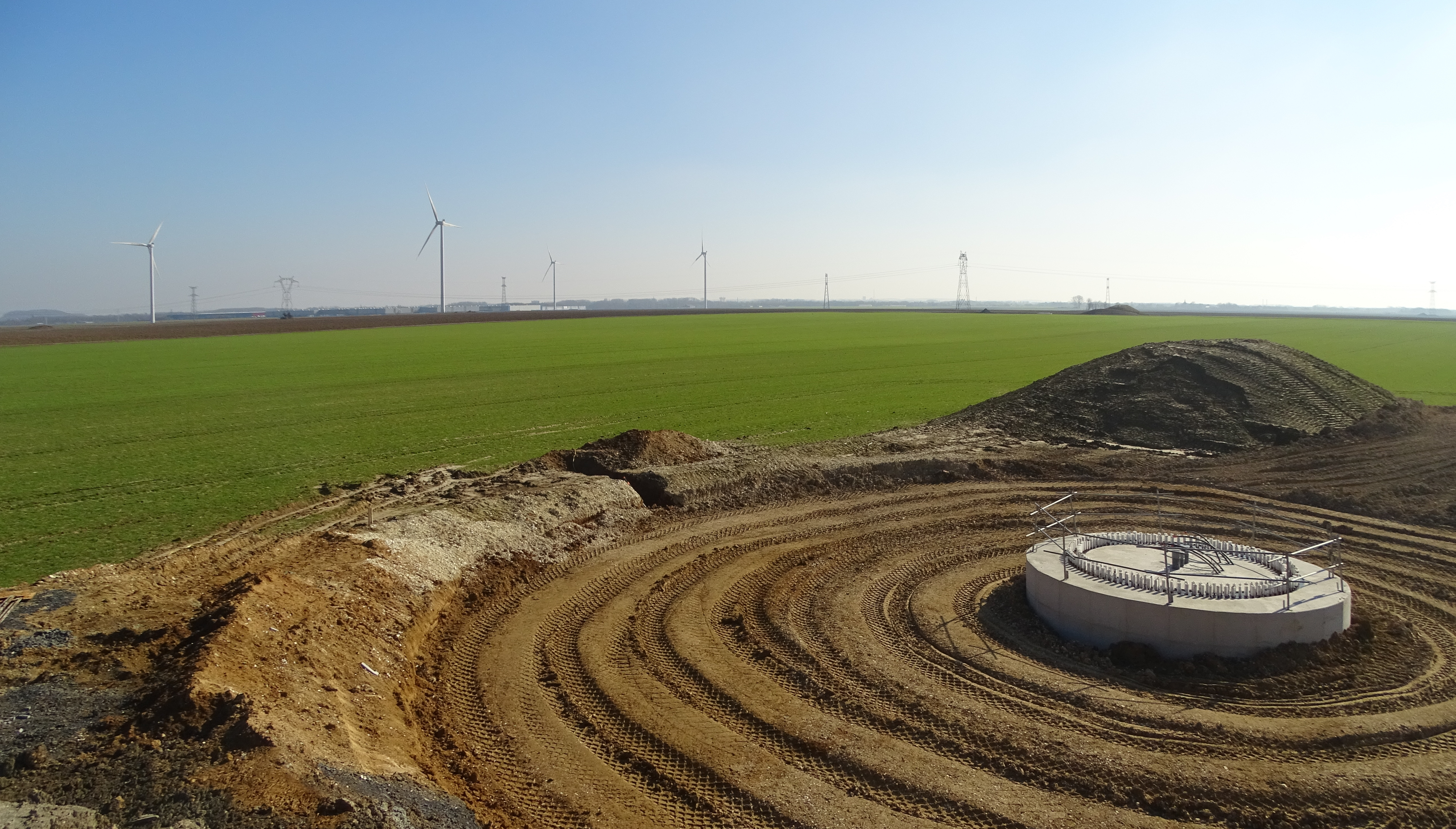
Éolienne E4.
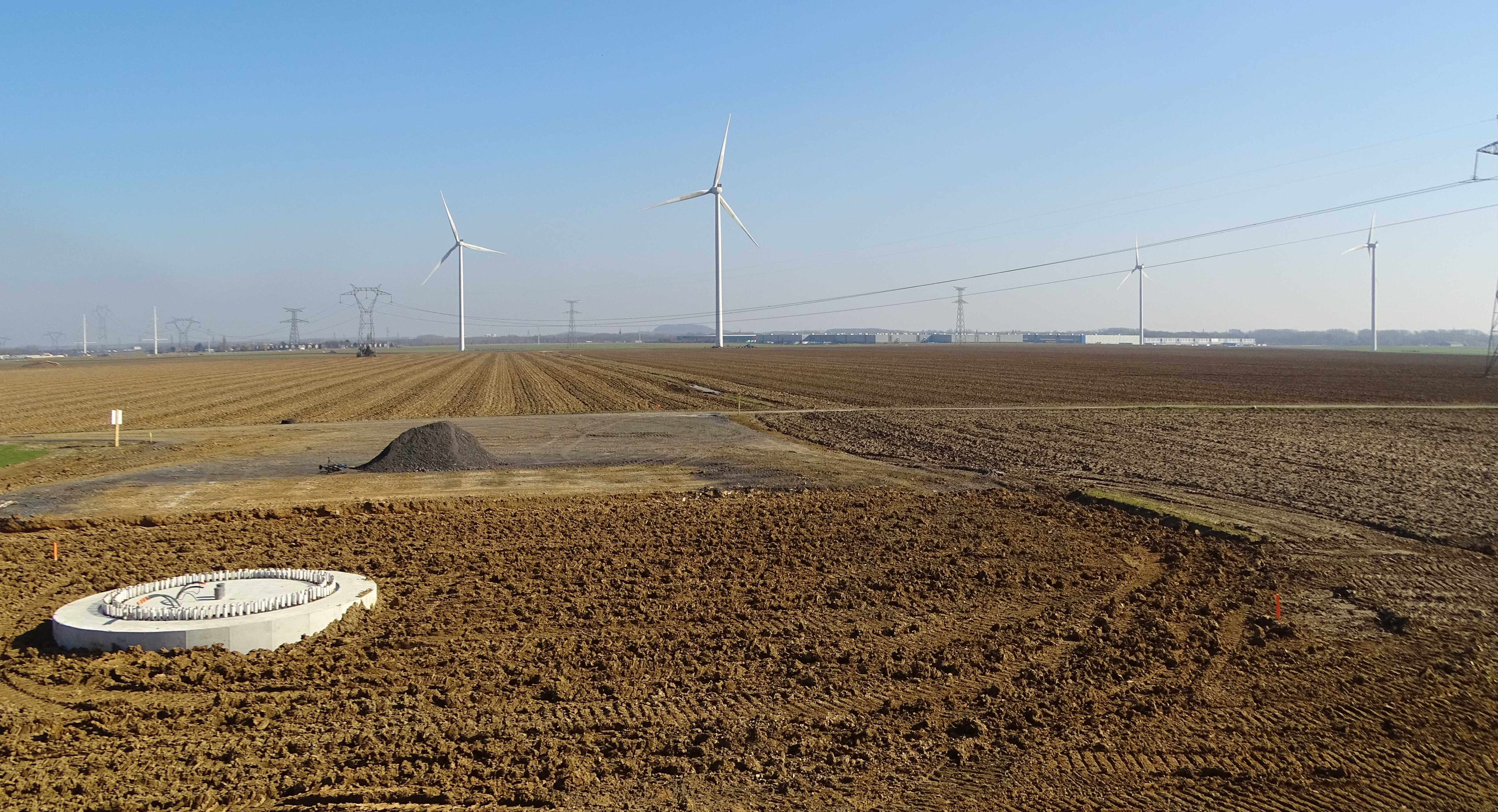
Éolienne E5.

Les travaux reprennent en avril 2021 avec l'installation des éoliennes proprement dites. Le parc est géré par Boralex, cette entreprise ayant racheté Ecotera à l'origine du projet.
Les éoliennes sont de marque Vestas V117. Leur mât mesure cent-six mètres de haut tandis que le rotor a un diamètre de cent-dix-sept mètres. Leur hauteur totale est de 164,5 mètres. Chaque éolienne a une puissance de 3,45 mégawatts, soit 13,8 mégawatts pour les quatre éoliennes, représentant l'injection de quarante gigawatts-heures chaque année, soit la consommation électrique annuelle de onze-mille foyers.
À titre de compensation, 3 300 arbres sont prévus pour être plantés sur le territoire d'Esquerchin, 78 arbres fruitiers sont plantés en décembre 2020 sur un terrain proche du stade, formant un verger.

Le parc éolien au 18 juillet 2021
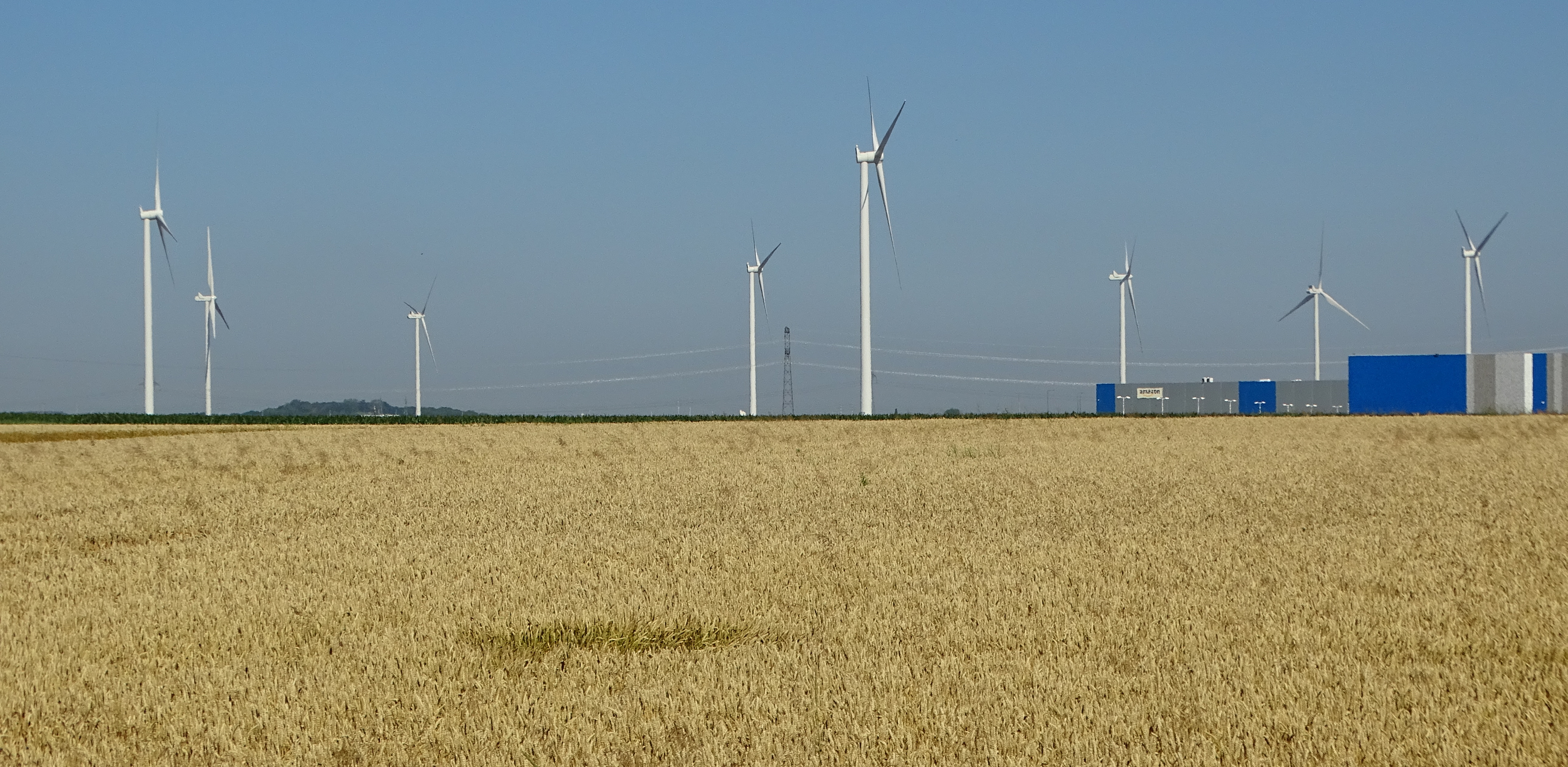
Vue en quittant Cuincy.
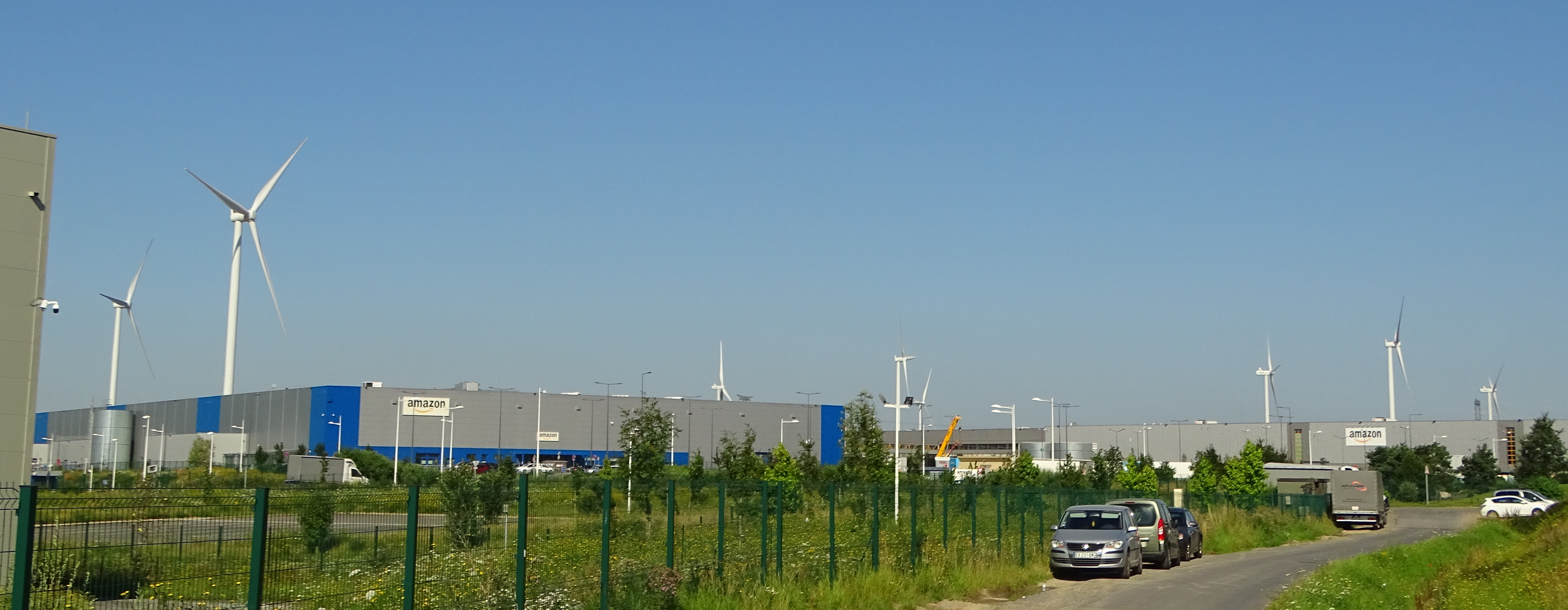
Vue vers Amazon LIL8 et LIL1 à Lauwin-Planque.
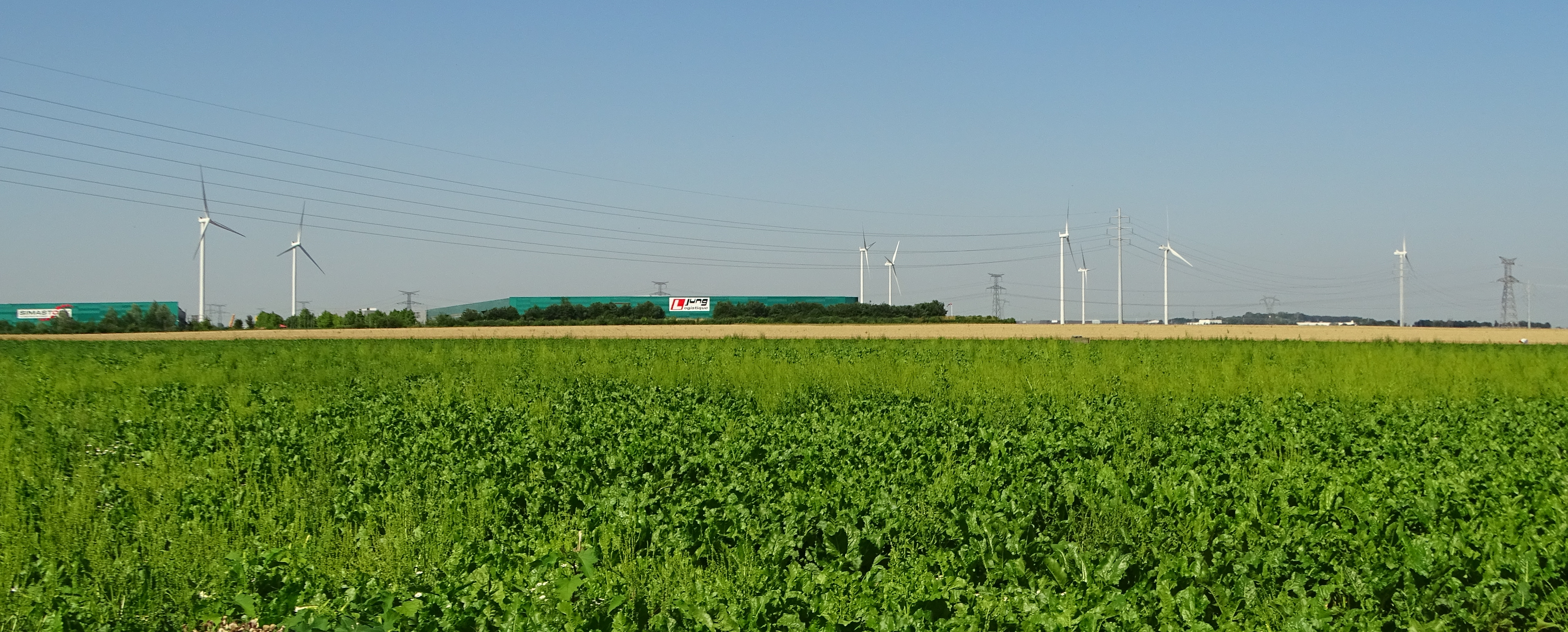
Vue depuis l'entrée de Lauwin-Park.

Trois des quatre éoliennes sont mises en service le 6 juillet 2021. Elles se confondent avec les quatre aérogénérateurs mis en place sept ans plus tôt sur le parc éolien de la Plaine d'Escrebieux.